# Endomysium
L'endomysium est le tissu conjonctif qui dans le muscle strié entoure chaque myocyte (fibre musculaire).

## Structure
L'endomysium est une fine couche de tissu conjonctif fibrillaire qui enveloppe chaque myocyte. Il recouvre la membrane cellulaire de la fibre musculaire : le sarcolemme.
L'endomysium est constitué principalement de collagène de type I et de type III.

## Anatomie fonctionnelle
L'endomysium est le composant le plus profond du tissu conjonctif musculaire. Cette fine couche contribue à fournir un environnement chimique approprié pour l'échange de calcium, de sodium et de potassium, essentiels à l'excitation et à la contraction d'une fibre musculaire.
L'endomysium se combine avec le périmysium et l'épimysium pour créer les fibres de collagène des tendons, assurant la connexion tissulaire entre les muscles et les os.
Il se connecte au périmysium à l’aide de plaques de jonction périmysiale.

## Aspect clinique
Des anticorps anti-endomysial (EMA) sont présents dans la maladie cœliaque. Ils ne provoquent aucun symptôme direct sur les muscles, mais la détection de l'EMA est utile dans le diagnostic de la maladie.